# Haynrode
Haynrode – miejscowość i gmina w Niemczech, w kraju związkowym Turyngia, w powiecie Eichsfeld, wchodzi w skład  wspólnoty administracyjnej Eichsfeld-Wipperaue.